# Arie van Houwelingen
Ne doit pas être confondu avec Adri van Houwelingen.
Arie van Houwelingen (né le 28 novembre 1931 à Boskoop) est un coureur cycliste néerlandais. Spécialisé en demi-fond, il est notamment champion du monde de cette discipline en 1959. Il reçoit cette année-là le prix de Sportif néerlandais de l'année.

## Palmarès

### Championnats du monde
- Paris 1958
  -  Médaillé de bronze du demi-fond
- Amsterdam 1959
  -  Champion du monde de demi-fond

## Distinctions
- Sportif néerlandais de l'année : 1959